# Étoile de l'amitié des peuples

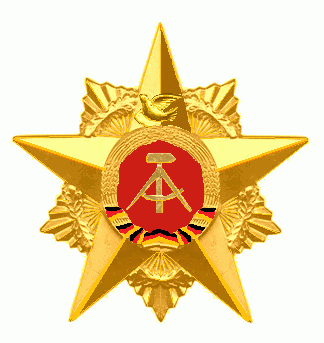
La Grande Étoile de l'amitié des peuples, en or.

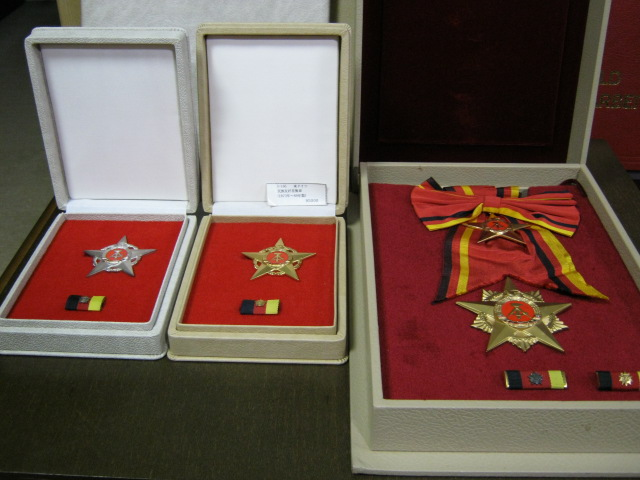
Les trois catégories d'étoile de l'amitié des peuples, de gauche à droite : l'Étoile d'argent, l'Étoile d'or et la Grande Étoile.

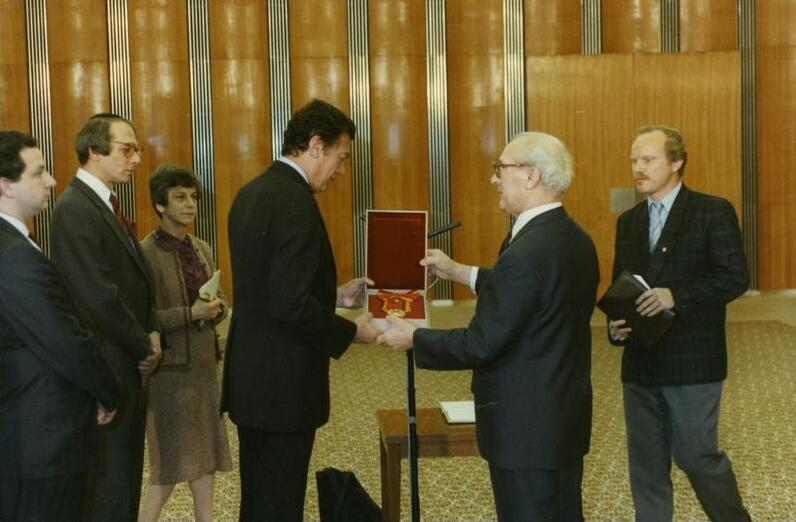
Le secrétaire général du comité central du SED et président du Conseil d'État Erich Honecker (deuxième en partant de la droite) remettant la Grande Étoile de l'amitié des peuples à Edgar Miles Bronfman, en 1988.

L’Étoile de l'amitié des peuples (Stern der Völkerfreundschaft) est une médaille d'État de la République démocratique allemande (RDA) créée le 20 août 1959. Cette décoration distinguait les services exceptionnels rendus à la RDA, à l'amitié entre les peuples et à la préservation de la paix.
L'ordre se compose d'une étoile à cinq branches avec l'emblème de la RDA dans le centre et sur le côté une colombe, symbole de la paix, à partir des dessins de Pablo Picasso. Il y avait aussi une bandoulière de 2,50 mètres de long.
L'Étoile de l'amitié des peuples était décernée dans trois catégories :
- Grande Étoile de l'amitié des peuples, en or ;
- Étoile de l'amitié des peuples, en or ;
- Étoile de l'amitié des peuples, en argent.

## Récipiendaires par année (sélection)
- 1964 : Manfred Gerlach
- 1965 : Josip Broz Tito
- 1967 : Hermann Matern
- 1968 : Lothar Bolz
- 1969 : Ernst Goldenbaum, Paul Scholz
- 1970 : Franz Dahlem, Anna Seghers, Paul Wandel, Helene Weigel
- 1972 : Greta Kuckhoff (or)
- 1974 : Albert Norden, Carlos Contreras Labarca (es) (or)
- 1975 : Otto Winzer, le collectif du MS Völkerfreundschaft (de)
- 1976 : Léonid Brejnev, Paul Scholz, Hermann Budzislawski (de), Walter Hollitscher (de), Paul Scholz (grande étoile), Eleonore Staimer (or)
- 1977 : Franz Dahlem, Karl Mewis, Erwin Kramer, Harry Thürk (de)
- 1978 : Willy Rumpf, Kurt Seibt
- 1979 : Jürgen Kuczynski, Albert Norden, Hans Pischner (or)
- 1980 : Katharina Kern
- 1981 : Ilse Rodenberg
- 1982 : Hilde Benjamin, Harald Hauser (de), Friedel Apelt
- 1983 : Kurt Seibt, Erich Arendt (de), Paul Roscher (de), Aenne Kundermann
- 1984 : Walter Bartel, Wolfgang Junker, Alexander Schalck-Golodkowski
- 1985 : Peter Florin, Alfred Lemmnitz, Dean Reed
- 1986 : Eberhard Heinrich (de), Paul Verner
- 1987 : Klaus Gysi, Karl Kleinjung (de)
- 1988 : Paula Acker, Lotte Ulbricht, Heinz Galinski (de)
- 1989 : Theo Adam, Peter Schreier, Arthur Ploog (de) (or), Leonard Bernstein

## Sources
- (de) Cet article est partiellement ou en totalité issu de l’article de Wikipédia en allemand intitulé « Stern der Völkerfreundschaft » (voir la liste des auteurs).